# Chiesa di Santa Maria di Gesù (Monte Grifone)
La chiesa di Santa Maria di Gesù è un luogo di culto di Palermo ubicato ai piedi del Monte Grifone, tra le borgate di Ciaculli e di Belmonte Chiavelli. L'aggregato monumentale comprende la primitiva chiesa di Sant'Antonio di Padova, il cimitero omonimo, il convento di San Benedetto il Moro, alcune cappelle gentilizie accorpate, la piazzetta con fontana barocca.
Tra il 24 e il 25 luglio 2023 un devastante incendio ha investito l'interno della chiesa compromettendo o distruggendo del tutto molte delle opere d'arte ivi contenute.

## Storia
Il complesso costituiva il primitivo insediamento della casa francescana e chiesa di Santa Maria di Gesù a Palermo e della Sicilia intera.
- 1229, È documentato il passaggio di Sant'Antonio di Padova da parte degli storici documentatori Rocco Pirri e Pietro Tognoletto.
- 1232, Al santo è dedicato un oratorio, parti della struttura sono inglobate all'interno dell'attuale convento.
- 1426, Il predicatore Beato Matteo de Gallo e Gimarra o Gimena, futuro vescovo della diocesi d'Agrigento è il promotore della costruzione del convento.[5]
- 1470, Intronizzazione del simulacro raffigurante Santa Maria di Gesù, contestualmente è avviata la costruzione dell'altare barocco e la successiva apertura del portale frontale posto sul lato sinistro del luogo di culto.
- 1484, I maestri lombardi Lorenzo e Antonio de Barrile realizzano per conto dei mercanti Gaspare Bonet (Bonetti) e Giovanni Corsini, una cappella funeraria addossata alla facciata originale della chiesa. L'anno successivo la cappella è donata al convento. Nel contesto dei lavori è realizzato il coro ed è praticata la decorazione del portale di ponente. Verosimilmente è accorpata la cappella Grua - Talamanca posta sul lato sinistro del presbiterio.
- 1968, Il Terremoto del Belice arreca danni generali e crolli nell'ala sud del convento, area completamente ricostruita in epoca contemporanea.
- Il 25 luglio 2023, un incendio doloso nel vicino monte Grifone si spinge fino al cimitero arrecando il crollo del soffitto della chiesa e la distruzione di innumerevoli affreschi, dipinti, stucchi e maioliche della stessa, nonché il corpo di San Benedetto di cui si sono salvate solo parti del corpo.[6]

## Esterno
Il prospetto a settentrione è affacciato su un piano ove fu eretta nel 1634 la fontana patrocinata dal viceré di Sicilia Fernando Afán de Ribera y Enríquez, duca di Alcalà fervente devoto del santissimo Hecce Homo venerato nel luogo di culto.
- 1495, Portale rinascimentale.[1] L'ingresso principale è caratterizzato da un portale marmoreo attribuito a Giuliano Mancino. L'architrave reca scolpita l'immagine di Gesù benedicente circondato da cherubini e angeli in adorazione. Gli stipiti, delimitati da esili colonne tortili e suddivisi in riquadri, mostrano i busti degli apostoli che recano i cartigli contenenti i passi del Credo. Ogni personaggio è identificabile per il nome inciso sull'aureola mentre l'inclinazione dei rotoli cartacei crea l'illusione di elaborate colonne tortili e di un lungo documento recante il sacro testo scritto.[7]
  - S. Petrus: Credo in unum Deum Patrem omnipoténtem creatorem cæli et terræ.
  - S. Joannes, S. Paulus: Et in Iesum Christum Filium eius unicum dominum nostrum. Mihi autem absit gloriari, nisi in cruce Domini nostri Jesu Christi.
  - S. Jacobus Maior: Qui conceptus est de Spiritu Sancto, natus ex Maria Virgine.
  - S. Andreas: Passus sub Pontio Pilato crucifissus mortuus et sepultus.
  - S. Thomas: Descendit ad inferos.
  - S. Bartolomeus: Terctia die resurrexit a mortuis.
  - S. Philippus: Ascendit ad celos sedet ad dexteram Dei Patris omnipotentis.
  - S. Mateus: Inde venturus est iudicare vivos et mortuos.
  - S. Jacobus Minor: Credo in Spiritum Santum.
  - S. Simon: Santam Eclesiam Catholicam.
  - S. Tadeus: Sanctorum chomunionem, remissionem peccatorum.
  - S. Matias: Carnis resurectionem, vitam eternam, Amen.
- XV secolo seconda metà, Portale gotico.[1] Sulla parete sinistra dell'edificio, in seguito all'intronizzazione e alla costruzione dell'altare barocco dedicato a Santa Maria di Gesù, è stato edificato un portale caratterizzato da due ordini di strombature con nervature ogivali, sormontato da edicola intermedia, la cui nicchia ospita un rilievo marmoreo raffigurante una Madonna con Bambino attribuito a ignoto scultore altoatesino. L'insieme è delimitato da finestre con grate, finestre cieche e steli sepolcrali addossate alla parete esterna dell'edificio.
- XV secolo seconda metà, Portale gotico - catalano.[1] Attraverso il portale si accede alla Cappella Grua - Talamanca, oggi inglobata nel corpo della costruzione in corrispondenza del presbiterio lato sinistro. Tre ordini di strombature caratterizzano il portale, la raffinata lunetta di nervature traforate è sormontata dall'archivolto esterno oltre la cuspide dell'arco che incornicia gli stemmi della famiglia.

## Interno

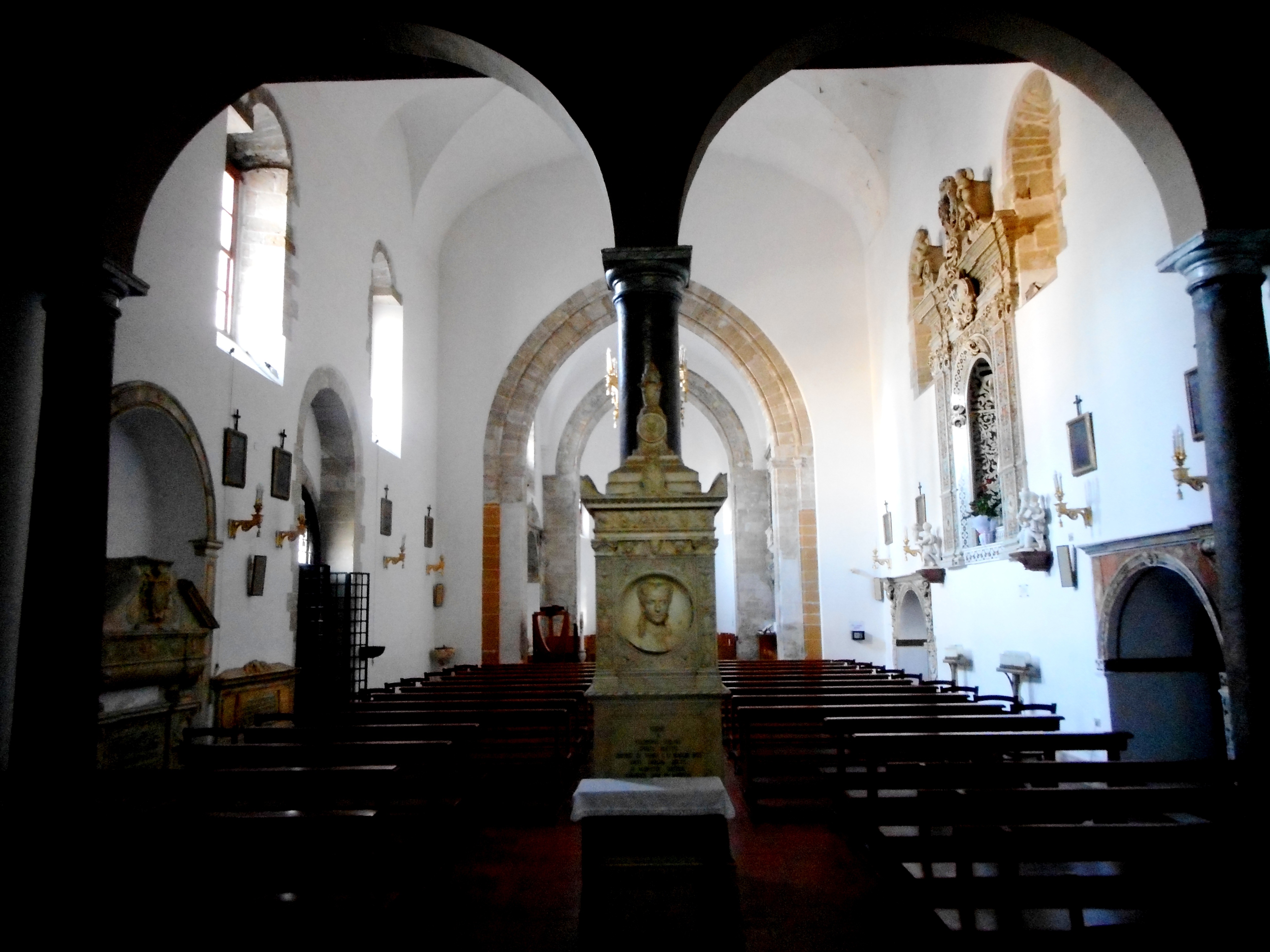

Nel portico d'ingresso sono ubicate, una di fronte all'altra, la cappella di San Benedetto il Moro e la Cappella del beato Matteo la cui sepoltura era precedentemente dislocata nel Cornu Evangelii. Tra le tante espressioni del rinascimento siciliano è annoverato un bassorilievo marmoreo, opera di Fazio Gagini realizzato nel 1544.

### Navata destra
- Altarino dell'Immacolata Concezione. Presenta statue marmoree e un dipinto su ardesia raffigurante la Visitazione della Vergine Maria e un Ecce Homo.[9]
- Cappella Grande.
- Altarino a Gesù Bambino.
- Altare di Santa Maria di Gesù.[1] Il manufatto in marmi mischi ospitava la statua lignea della Madonna col bambino del 1470c. giunta in questa chiesa in seguito ad un evento prodigioso. Offerta in dono a Palermo da un capitano di vascello che aveva rifornito di grano la città in un periodo di particolare carestia, il quale volle a tutti costi ricambiare alle spontanee manifestazioni d'affetto e riconoscenza di moltitudini di popolani. La dislocazione dell'opera fu affidata ai buoi sul cui carro fu caricata la statua. Una prima sosta effettuata dal mezzo favorì l'edificazione della chiesa della Madonna di Buon Riposo. La meta finale presso la chiesa del primitivo quartiere sotto il Monte Grifone determinò l'intronizzazione dell'opera e la toponomastica del luogo. La fronte della Vergine reca una cicatrice tuttora visibile, frutto d'impeto di un giocatore arrabbiato in seguito alle perdite avute al gioco, il quale in un momento d'ira osò scagliare un sasso. Sotto la mensa è collocata la statua di Maria dormiente, opera dello scultore Vincenzo Genovese del 1869. La statua era abbigliata con preziosi paramenti doni di Maria Teresa regina consorte di Ferdinando II delle Due Sicilie. Ѐ andata completamente distrutta nell'incendio che il 25 luglio 2023 ha devastato la chiesa.
- Cappella di San Francesco d'Assisi.[9]
- ?, Cappella di San Girolamo, primitivo manufatto documentato. Derivata in Cappella di San Michele Arcangelo ove era documentato un quadro di Pietro D'Asaro del 1607.[9]
- 1517, "Cappella Alliata", manufatto marmoreo, commissione di monumento funebre di Andreotta Alliata, barone di Villafranca, per Antonio Alliata † 1512. L'opera è costituita da arco, pilastri con architrave, fregi e stemma della famiglia Alliata, opera eseguita da Antonello Gagini.[1][10] Terminata nel 1524, nel tempo è stata oggetto di razzie e devastazioni. Scomposte le figure di San Francesco d'Assisi e Sant'Antonio di Padova documentate da Antonino Mongitore sull'altare assieme al rilievo della Vergine Maria e oggi incastonate altrove all'interno dell'aggregato monumentale.
- Presbiterio

### Navata sinistra
- ?, Edicola e sarcofago rinascimentale.[1]
- ?, Sarcofagi.[1]
- Ingresso laterale sinistro.
- ?, Cappella di San Bernardino da Siena, documentata.
- "Monumento sepolcrale", manufatto marmoreo in stile rinascimentale realizzato dalla collaborazione di Bartolomeo Berrettaro e Giuliano Mancino nel 1508, commissionato da Carlo d'Aragona, barone di Avola. Il monumento consta di arco, pilastri con capitelli, architrave arricchito da fregi, scudi recanti le armi di casa Alliata, il sarcofago presenta una figura femminile giacente sul coperchio e angeli.[10][11]
- ?, Cappella La Grua - Talamanca. Presbiterio.[1]

### Abside
L'arco trionfale di stile normanno delimita l'abside ove è presente un affresco riproducente la Vergine Maria attorniata da angeli, i bassorilievi d'impronta gaginesca raffigurano rispettivamente San Francesco d'Assisi e Sant'Antonio di Padova, un Crocifisso verosimilmente lo stesso condotto nella processione di penitenza in Palermo durante la peste del 1624, ai lati il coro, il primitivo patrocinato dalla famiglia Alliata. Sono presenti affreschi provenienti dalla cappella Grua Talamanca. Sulla parete esterna c'è una finestra chiusa recante scolpito il nome di Gesù.
- Cappelletta della Madonna, a destra dell'altare. Presso il Cornu Evangelii è documentata la primitiva sepoltura del Beato Matteo d'Agrigento.
- Cappelletta dell'Ecce Homo, a sinistra dell'altare. Il manufatto custodisce l'antica e devota immagine, precedentemente collocata sull'altare maggiore. Luogo patrocinato e deputato alle sepolture della famiglia Lucchese Palli.

## Chiesa di Sant'Antonio di Padova
- 1232, Primitivo luogo di culto costruito in seguito al passaggio di Sant'Antonio di Padova a Palermo nel 1229.[3]

## Convento di Santa Maria di Gesù
- 1426, Convento di Santa Maria di Gesù degli Osservanti Riformati di san Francesco d'Assisi dell'Ordine dei frati minori riformati detti Zoccolanti.[3][4][13]

Il convento fu fondato con bolla pontificia del 9 maggio del 1424 di Papa Martino V per iniziativa del Beato Matteo de Gallo e Gimarra o Gimena.
Il 4 aprile 1589, morì San Benedetto il Moro, compatrono di Palermo, nativo di San Fratello in provincia di Messina, che svolse qui l'ultima parte della sua vita da eremita. Nella parte più alta delle pertinenze si può ammirare l'albero di San Benedetto, con un maestoso tronco di oltre 500 anni di vita, un cipresso che la tradizione orale vuole, piantato dallo stesso eremita conficcando un bastone tra le rocce.
Nel 1578 è realizzato il secondo livello del convento, ultimato nel 1609. Il complesso è comunque modificato nel corso dei secoli. Il terremoto del 1968 crea danni e crolli nell'ala sud che verrà completamente ricostruita. Dell'impianto originale rimane il chiostro, attribuito in parte a Cristoforo da Como, che presenta pianta quadrata e archi a sesto ribassato. Le colonne sono tozze, i capitelli appena sbozzati, tutto l'ambiente ispira raccoglimento ed elevazione spirituale. Al centro è posta una fontana rivestita da maioliche e un pozzo.
Dopo l'emanazione delle leggi eversive il patrimonio librario confluì nelle strutture della Biblioteca comunale di Casa Professa.
- 1484, San Sebastiano, dipinto di Tommaso De Vigilia, opera documentata nel refettorio, in seguito nel cortile del chiostro.[16][17][18]
- XV secolo, Ciclo, affreschi documentati nell'eremo.
- XVI secolo, "Sarcofago", sepoltura di Alonso Manrique, Conservatore del Regno di Sicilia con coperchio e figura giacente.[19]

## Cripte
Ai numerosi monumenti sepolcrali sparsi nell'ambiente interno, si accompagna una rete di cripte per inumazione degli appartenenti agli ordini religiosi. Le lapidi costellano il pavimento e la superficie della piazzetta antistante.
- Vincenzo La Grua, anno MDCXXI.[20]

Il Senato di Palermo già nel 1787, nella persona del Viceré di Sicilia Francesco d'Aquino, principe di Caramanico, esponente della Massoneria, venerabile della "Loggia della Vittoria", pubblicò il bando per il seppellimento dei defunti fuori dalle ville e dalle chiese.
Con l'entrata in vigore dell'Editto di Saint Cloud e l'applicazione delle disposizioni nella penisola italiana nel 1806, contrariamente alle numerose cripte cittadine, la posizione periferica del monumento consente lo sviluppo di un impianto cimiteriale nelle immediate adiacenze, originando uno dei luoghi più carichi di suggestione e fascino fra i sobborghi palermitani.

## Cimitero
- ?, Cimitero di Santa Maria di Gesù.[12]

Sino alla fine del secolo scorso i nobili erano in gran parte sepolti nel cimitero accanto alla chiesa. In questo "cimitero dei nobili" il Principe di Campofranco Antonio Lucchesi Palli nel 1837 scelse di costruire una cappella per la moglie Maria Francesca Pignatelli Aragona, forse ad opera di Emmanuele Palazzotto. Era costume nel corso dei secoli, da parte dei Lucchesi Palli, celebrare messe di suffragio nella chiesa accanto, in particolare innanzi l'altare dell'Ecce Homo, ambiente e perimetro anzitempo destinato alle sepolture di famiglia.
Numerosi edifici sepolcrali sono opere degli architetti Ernesto Basile, Francesco Paolo Palazzotto, Giovan Battista Palazzotto, Emmanuele Palazzotto. Sono rappresentate le famiglie dell'aristocrazia e dell'alta borghesia palermitana, dai La Grua, ai Colonna di Cesarò, ai Florio.